# Hospital Al Jalah
El Hospital Al Jalah es un centro de salud ubicado en la localidad de Bengasi, en el este del país africano de Libia. El hospital trató a múltiples heridos de la guerra civil libia. El hospital y sus muros se llenaron de fotos de desaparecidos cuando empezaron las protestas contra el gobierno de Muamar Gadafi. Se trata del único hospital de emergencia en Bengasi con capacidad para practicar cirugías neurológicas y ortopédicas.